# Werner Brandt
Werner Brandt (* 3. Januar 1954 in Herne) ist ein deutscher Manager.

## Leben

### Ausbildung
Er studierte von 1976 bis 1981 Betriebswirtschaftslehre an der Universität Erlangen-Nürnberg, 1991 promovierte er an der TU Darmstadt. Während seines Studiums war er außerdem aktiv im Corps Nassovia Würzburg.

### Karriere als Manager
Seine berufliche Karriere begann er bei der Wirtschaftsprüfungsgesellschaft PriceWaterhouse in Stuttgart, bei der er von 1981 bis 1992 beschäftigt war. Danach war er sieben Jahre lang Mitglied der Geschäftsleitung der Baxter Deutschland GmbH und anschließend für zwei Jahre Finanzvorstand sowie Arbeitsdirektor der Fresenius Medical Care AG.
Von Februar 2001 bis 2014 war er Finanzvorstand der SAP AG. Zwischenzeitlich war er mehrmals zusätzlich Personalvorstand und Arbeitsdirektor bei SAP. Am 30. Juni 2014 schied er planmäßig aus der SAP aus; sein Nachfolger wurde Luka Mucic.

### Karriere als Aufsichtsrat
Brandt ist bzw. war Aufsichtsratsmitglied
- der RWE AG seit 2013, seit 2016 Aufsichtsratsvorsitzender[3]

- der Siemens AG seit 2018, seit 2021 weiterer stellvertretender Vorsitzender[4]

- der ProSiebenSat.1 Media SE von 2014 bis 2022, dort durchgehend als Aufsichtsratsvorsitzender[5]

- der Deutsche Lufthansa AG von 2008 bis 2014[6]

- der innogy SE von 2016 bis 2017, dort durchgehend als Aufsichtsratsvorsitzender[7]

- der Qiagen N.V. von 2007 bis 2016, dort zuletzt als Aufsichtsratsvorsitzender[8]

- der Osram Licht AG von 2014 bis 2017[9]

Das Handelsblatt bezeichnete Brandt 2017 als den "mächtigsten Aufsichtsrat Deutschlands".

### Sonstige Rollen
Im September 2009 trat Brandt die Nachfolge seines ehemaligen SAP-Vorstandskollegen Claus E. Heinrich als Vorstandsmitglied des Vereins Zukunft Metropolregion Rhein-Neckar (ZMRN e.V.) an. Dem Vorstand gehörte er bis 2014 an.
Seit 1. Januar 2015 ist Brandt Beirat („Trustee“) der IFRS Foundation.
Er ist außerdem seit 14. Mai 2014 Präsident der Internationalen Handelskammer (ICC) in Deutschland, nachdem er vorher seit 2013 deren Vizepräsident war.

## Positionen
Brandt kritisierte auf einer Konferenz zur Zukunft der Mitarbeiterbeteiligung im November 2013 in Frankfurt am Main, dass die bestehenden Steuerfreibeträge in Deutschland mit 360 Euro im internationalen Vergleich zu niedrig seien. Er plädierte für das britische Modell mit Freibeträgen von umgerechnet 3.500 Euro.
Brandt sagte voraus, dass sich ohne eine Änderung der steuerlichen Rahmenbedingungen in Deutschland der Umfang der Mitarbeiterbeteiligung nicht erhöhen werde. Diese liege für viele Unternehmen bei unter 1 %.